# Pet zakona bibliotekarstva
Pet zakona bibliotekarstva predložio je Shiyali Ramamrita Ranganathan, koga smatraju ocem indijskog bibliotekarstva (knjižničarstva).  Ranganathanove zakone prihvaćaju i često citiraju brojni knjižničari širom svijeta.
1. Knjige su za upotrebu.
2. Svakom čitatelju njegova knjiga.
3. Svakoj knjizi njezin čitatelj.
4. Uštedite čitatelju vrijeme.
5. Knjižnica je organizam koji raste.